# Michael Richards
Michael Anthony Richards (Culver City, Califòrnia, Estats Units, 24 de juliol de 1949) és un comediant i actor estatunidenc, guanyador de tres Premis Emmy

## Biografia
Richards va créixer en els suburbis de Los Angeles i va obtenir un grau en teatre de l'Institut d'Arts de Califòrnia. Després d'haver-se graduat, Richards va actuar en diverses produccions en la San Diego Repertory Company. També va actuar en la producció de American Clock i Wild Oats en el Mark Taper Forum.
Amb un gran interès en la comèdia, va decidir el 1979 començar amb la comèdia nocturna. Es va presentar de nit durant nou mesos consecutius en llocs com The Comedy Store i The Improvisation fins que Billy Crystal li va donar el seu treball més important fins aleshores en el Billy Crystal Special. Allà hi va passar dos anys i mig actuant en la comèdia d'ABC Fridays on es va fer famós per crear el personatge Battle Boy, un desapassionat home que gaudia del seu temps fent explotar figures de guerra en miniatura.
Michael Richards va aparèixer en So I Married an Axe Murderer de TriStar amb Mike Myers. També va tenir una aparició en Coneheads amb Dan Aykroyd i Jason Alexander a més de la pel·lícula de la 20th Century Fox Airheads amb Brendan Fraser. Altres pel·lícules inclouen Problem Child, UHF, Whoops, Apocalypse, Transylvania 6-5000 i Young Doctors in Love.
Altres aparicions en televisió inclouen Marblehead Manor, aparicions en St. Elsewhere, Miami Vice, Hill Street Blues, Cheers, Jutjat de guàrdia, It's A Living, Sidekicks, What A Country i Scarecrow and Mrs. King, a més d'aparicions en mini sèries com a Fresno i The Jonathan Winters Special, dues pel·lícules de baix pressupost i quatre pilots.
El seu paper més important va ser el de Cosmo Kramer, en la sèrie Seinfeld. Kramer era un veí excèntric que adorava al seu veí Jerry Seinfeld, que feia el seu propi paper. El personatge estava basat en Kenny Kramer, un veí de Larry David, el creador del programa. El seu primer programa de televisió després de Seinfeld va ser The Michael Richards Show, que no va tenir gaire èxit; va ser cancel·lat a la primera temporada, havent-se mostrat només tres episodis.
En interpretar el seu paper de Kramer va mostrar una agilitat física rarament vista. Influenciat per llegendaris comediants com Charlie Chaplin i Jacques Tati, la seva especialitat és la improvisació i la comèdia gestual.

### L'incident amb Andy Kaufman
El 1981 Andy Kaufman va realitzar un parell d'actuacions al programa Fridays. Durant una de les actuacions Andy Kaufman es va saltar el guió i va fer de si mateix. Com a resposta a això els seus companys es van enfadar i Michael Richards es va aixecar, va abandonar l'escena i va tornar amb les targetes del guió, llançant-les després, on es trobava Kaufman. En resposta a això Andy li va llançar un got d'aigua. L'incident va ser una broma preparada per Andy, encara que no s'ha arribat a saber mai quants dels presents n'estaven assabentats.

### Incident del Laugh Factory
El 17 de novembre de 2006, l'actor actua al club de music-hall The Laugh Factory a West Hollywood (Califòrnia) quan un grup d'una vintena de persones arriba sorollosament i s'instal·la al balcó.
Excedit per l'actitud d'aquests espectadors entre els quals hi ha diversos afroamericans, Richards perd el control i els ataca amb propòsits racistes, repetint diverses vegades la paraula «negre» (nigger en anglès).
El seu antic company a la pantalla Jerry Seinfeld va quedar desolat amb aquesta actuació.
A continuació d'aquest incident que va marcar profundament l'opinió publica, Michael es retira l'any 2007 del stand-up per prendre una «jubilació espiritual». Ha al·ludit a aquest altercat a l'episodi 1 de l'11a temporada de South Park, Amb les nostres excuses a Jesse Jackson. L'incident és novament evocat a l'episodi 9 de la temporada 6 de Els Griffin, Back to the Woods.

## Filmografia

### Com a actor
- 1968: Hawaii policia d'Estat (sèrie de televisió): convidat
- 1980: Fridays (sèrie de televisió): diversos papers
- 1982: Young Doctors in Love: Malamud Callahan
- 1983: Herndon de Garry Marshall: Dr. Herndon P. Stool
- 1984: The House of God: Dr. Pinkus
- 1984: The Ratings Game (TV): Sal
- 1985: Transylvania 6-5000: Fejos
- 1986: Whoops Apocalypse: Lacrobat
- 1986: Fresno (fulletó TV)
- 1987: Jonathan Winters: On the Ledge (TV): diversos papers
- 1987: Marblehead Manor (sèrie de televisió): Rick, el jardiner
- 1989: UHF: Stanley Spadowski
- 1989: Seinfeld (sèrie de televisió, 1989–1998): Kessler (a l'episodi pilot) a continuació Cosmo Kramer (172 episodis)
- 1990: Problem Child: Martin Beck
- 1992: Mad About You: Cosmo Kramer (episodi 8: The Apartment)
- 1993: Coneheads de Steve Barron: hoste d'un motel
- 1993: So I Married an Axe Murderer: periodista
- 1994: Airheads: Doug Beech
- 1995: Unstrung Heroes: Danny Lidz
- 1996: Weird Al' Yankovic: The Videos (vídeo): Stanley Spadowski (UHF)
- 1996: Ellen's Energy Adventure: home de les cavernes descobrint el foc
- 1996: London Continuation (TV): Mark Ferris
- 1997: Redux Riding Hood: The Wolf (veu)
- 1997: Trial and Error: Richard 'Ricky' Rietti
- 2000: The Michael Richards Show (sèrie de televisió): Vic Nardozza
- 2000: David Copperfield (TV): Mr. Wilkins Micawber
- 2005: Wah-Wah
- 2007: Bee Movie: Bud Ditchwater (veu)
- 2009: Curb Your Enthusiasm: Michael Richards (3 episodis)

### Com a productor
- 2000: The Michael Richards Show (sèrie de televisió)

## Premis i nominacions

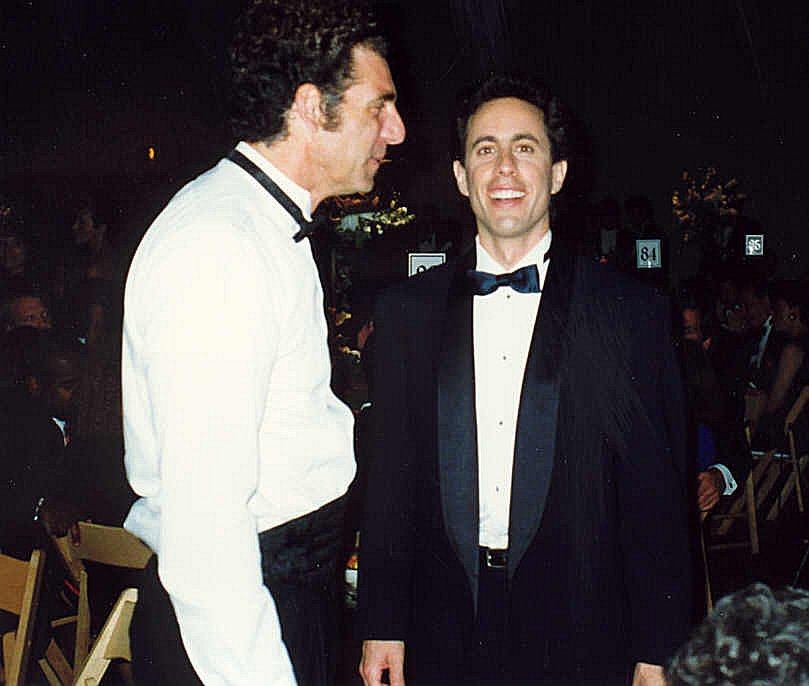
Amb Jerry Seinfeld als premis Emmy 1992

- Premis Emmy 1993: Millor actor en un segon paper per a la sèrie Seinfeld
- Premis Emmy 1994: Millor actor en un segon paper per a la sèrie Seinfeld
- Premis Emmy 1997: Millor actor en un segon paper per a la sèrie Seinfeld